# Deltochilum
Deltochilum es un género de escarabajos.

## Especies
- Deltochilum abdominalis
- Deltochilum acanthus
- Deltochilum acropyge
- Deltochilum aequinoctiale
- Deltochilum alpercata
- Deltochilum amandaarcanjoae
- Deltochilum arturoi
- Deltochilum aspericolle
- Deltochilum aureopilosum
- Deltochilum barbipes
- Deltochilum batesi
- Deltochilum bezdeki
- Deltochilum bordoni
- Deltochilum brasiliense
- Deltochilum calcaratum
- Deltochilum cangalha
- Deltochilum carinatum
- Deltochilum carrilloi
- Deltochilum costalimai
- Deltochilum crenulipes
- Deltochilum cristatum
- Deltochilum cristinae
- Deltochilum cupreicolle
- Deltochilum dentipes
- Deltochilum diringshofeni
- Deltochilum elevatum
- Deltochilum elongatum
- Deltochilum enceladus
- Deltochilum erodioides
- Deltochilum eurymedon
- Deltochilum feeri
- Deltochilum femorale
- Deltochilum finestriatum
- Deltochilum furcatum
- Deltochilum fuscocupreum
- Deltochilum gibbosum
- Deltochilum gigante
- Deltochilum gilli
- Deltochilum granulatum
- Deltochilum granulosum
- Deltochilum guildingii
- Deltochilum guyanense
- Deltochilum howdeni
- Deltochilum hypponum
- Deltochilum icariforme
- Deltochilum icaroides
- Deltochilum icarus
- Deltochilum inaequale
- Deltochilum irroratum
- Deltochilum jocelynae
- Deltochilum kolbei
- Deltochilum kolleri
- Deltochilum komareki
- Deltochilum laetiusculum
- Deltochilum larseni
- Deltochilum lindemannae
- Deltochilum lobipes
- Deltochilum longiceps
- Deltochilum loperae
- Deltochilum louzadai
- Deltochilum luederwaldti
- Deltochilum mariafernandae
- Deltochilum mexicanum
- Deltochilum molanoi
- Deltochilum morbillosum
- Deltochilum mourei
- Deltochilum multicolor
- Deltochilum nonstriatum
- Deltochilum orbiculare
- Deltochilum orbignyi
- Deltochilum panamensis
- Deltochilum paresi
- Deltochilum parile
- Deltochilum peruanum
- Deltochilum plebejum
- Deltochilum pretiosum
- Deltochilum pseudoicarus
- Deltochilum pseudoparile
- Deltochilum punctatum
- Deltochilum quasistriatum
- Deltochilum riehli
- Deltochilum ritamourae
- Deltochilum robustus
- Deltochilum rosamariae
- Deltochilum rubripenne
- Deltochilum scabriusculum
- Deltochilum schefflerorum
- Deltochilum sculpturatum
- Deltochilum septemstriatum
- Deltochilum sericeum
- Deltochilum sextuberculatum
- Deltochilum silphoides
- Deltochilum speciosissimum
- Deltochilum spinipes
- Deltochilum streblopodum
- Deltochilum sublaeve
- Deltochilum submetallicum
- Deltochilum subrubrum
- Deltochilum tenuistriatum
- Deltochilum tessellatum
- Deltochilum titovidaurrei
- Deltochilum trisignatum
- Deltochilum tumidum
- Deltochilum valgum
- Deltochilum variolosum
- Deltochilum verruciferum
- Deltochilum violaceum
- Deltochilum violetae
- Deltochilum viridescens
- Deltochilum viridicatum
- Deltochilum viridicupreum